# 지성소

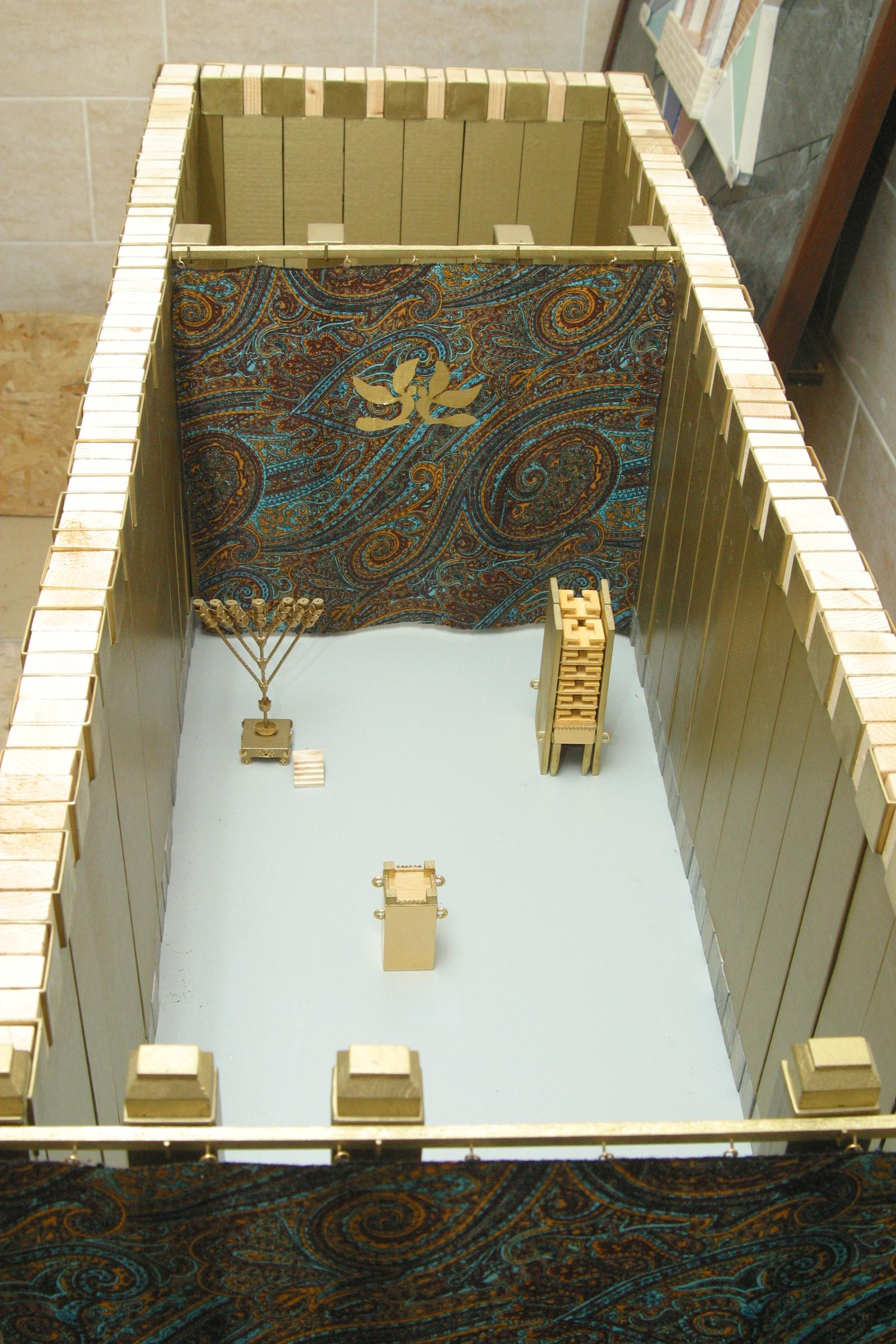
지성소를 보여주는 성막의 모형

지성소 (至聖所, 베리안 히브리어: קֹדֶשׁ הַקֳּדָשִׁים Qṓḏeš HaQŏḏāšîm)란 하나님이 거주하시는 성막의 안의 성소인데 히브리어 성경에 나타나는 용어이다. 지성소에는 언약궤가 있는데 그 안에는 모세가 시나이산에서 받은 십계명, 만나를 담은 단지, 그리고 아론의 싹난 지팡이가 있었다. 예수 당시는, 예루살렘 성전의 지성소에는 아무것도 없었는데, 왜냐하면 계약궤는 바빌론이 이스라엘을 공격해오자 구약의 예언자 예러미야가 느보 산 동굴 속에서 방을 하나 발견하고 그 속에다 장막과 계약궤와 분향 제단을 안치하고 그 입구를 막아버렸기(마카베오 하, 2장 5절) 때문이다. 

## 특징
지성소는 여호와께서 거하시는 곳이며, 오직 대제사장만이 들어갈 수 있는 장소이다. 1년에 한 차례 대속죄일에만 들어갈 수 있었다(출 26:34).지성소 안에는 언약궤가 있었으며, 언약궤 위에는 속죄소가 있었다. 이 방에서 대제사장은 백성들을 대신하여 해마다 속죄하였다. 아론과 그 자손들이 지성소의 모든 일을 담당하였다. “내가 그들 중에 거할 성소를 그들을 시켜 나를 위하여 짓되 ... 거기서 내가 너와 만나고 속죄소 위 곧 언약궤 위에 있는 두 그룹 사이에서 내가 이스라엘자손을 위하여 네게 명할 모든 일을 네게 이르리라”(출애굽기 25:8,22)
또한 지성소는 휘장에 의해 성소와 구분되어 있으며 아무 때나 들어가지 못하게 하였다. “여호와께서 모세에게 이르시되 네 형 아론에게 이르라 성소의 장안 언약궤 위 속죄소 앞에 무시로 들어오지 말아서 사망을 면하라 내가 구름 가운데 속죄소 위에 나타남이니라”(레위기 16:2)고 하여 하느님이 모세에게 직접 말한 것이 기록되어 있다. 만일 들어갈 때는 속죄의 피를 가지고 들어갔다. 백성을 위해 염소를 잡아 그 피를 가지고 휘장 안에 들어가서 속죄소 위와 속죄소 앞에 뿌렸다. 《히브리서》에는 때때로 성소로 표현되어 있는데, 이 성역은 예수 그리스도에 의해 행해진 구원의 상징이다. 예수 그리스도가 십자가에서 죽을 때 성소의 휘장이 찢어졌는데, 이로 말미암아 예수 그리스도의 보혈에 힘입어 일반 성도도 지성소에 들어갈 수 있는 의미로 변화되었다.

## 성경적 의미
지성소와 성소 사이에는 휘장이 가로막고 있는데 이것은 거룩한 하나님과 죄인인 인간의 구별과 이를수 없는 간격을 나타내었다(히 9:3). 신약에서는 말씀이 육신되셨다. 율법의 완성이요 영원한 속죄의 제물이신 그리스도의 십자가 죽음으로 인해 가로놓였던 휘장이 찢어지고, 하나님과 인간 사이 깨어졌던 관계가 회복되었다. 제사를 지내는 구약의 율법을 바로 그리스도가 자신의 몸을 희생제물이 되셔서 인간을 구원하시고 구원을 주시는 은혜의 복음을 주신 것이다. 이런 장막을 예수 그리스도가 십자가에서 죽을 때 하나님이 찢으셨다. 이 성경적인 의미는 하나님께 죄인이 다가갈수 없었지만 예수를 통하여 하나님과 인간이 화목이 되었고 관계가 회복된 것을 말한다.(마 27:51; 히 9:1-28; 10:19-20).

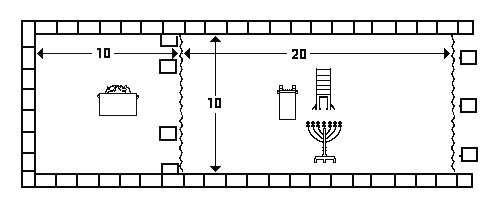
지성소와 성소의 평면도

## 참고 문헌
- Foundation Stone, the rock at the centre of the Dome of the Rock in Jerusalem
- Honden, the most sacred building at a Shinto shrine
- Most Holy Place, in various religions
- Sanctum sanctorum, a Latin translation of the biblical term Holy of Holies
- Solomon's Temple, in ancient Jerusalem
- Warren's Gate, an ancient entrance into the Temple platform in Jerusalem